# Sevran
Sevran (franskt uttal: [səvʁɑ̃]
 ( lyssna)) är en kommun i departementet Seine-Saint-Denis i regionen Île-de-France i norra Frankrike. Kommunen ligger i kantonen Sevran som tillhör arrondissementet Le Raincy. År 2022 hade Sevran 51 640 invånare.

## Alfred Nobels laboratorium
Alfred Nobel flyttade 1879 sitt laboratorium från sitt hus på 53, Avenue Malakoff (nuvarande 59, Avenue de Poincaré) till en egendom i Sevran. år 1890 uppmanade den franska regeringen honom att lägga ned verksamheten, och Alfred Nobel flyttade till San Remo i Italien. Företagets huvudbyggnad används idag som kommunalhus.

## Befolkningsutveckling
| Befolkningsutvecklingen i Sevran 1968–2021 | Befolkningsutvecklingen i Sevran 1968–2021 | Befolkningsutvecklingen i Sevran 1968–2021 | Befolkningsutvecklingen i Sevran 1968–2021 | Befolkningsutvecklingen i Sevran 1968–2021 |
| ------------------------------------------ | ------------------------------------------ | ------------------------------------------ | ------------------------------------------ | ------------------------------------------ |
|                                            |                                            |                                            |                                            |                                            |
| År                                         |                                            |                                            | Folkmängd                                  |                                            |
| 1968                                       | 1968                                       |                                            | 20 253                                     |                                            |
| 1975                                       | 1975                                       |                                            | 34 221                                     |                                            |
| 1982                                       | 1982                                       |                                            | 41 809                                     |                                            |
| 1990                                       | 1990                                       |                                            | 48 478                                     |                                            |
| 1999                                       | 1999                                       |                                            | 47 063                                     |                                            |
| 2007                                       | 2007                                       |                                            | 51 110                                     |                                            |
| 2015                                       | 2015                                       |                                            | 50 480                                     |                                            |
| 2021                                       | 2021                                       |                                            | 51 845                                     |                                            |